# Tourisme dans le Pas-de-Calais
Pour la région, voir Tourisme dans le Nord-Pas-de-Calais.
 (juin 2020).
Le Tourisme dans le Pas-de-Calais.

## Sites naturels et tourisme sportif

### La Côte d'Opale

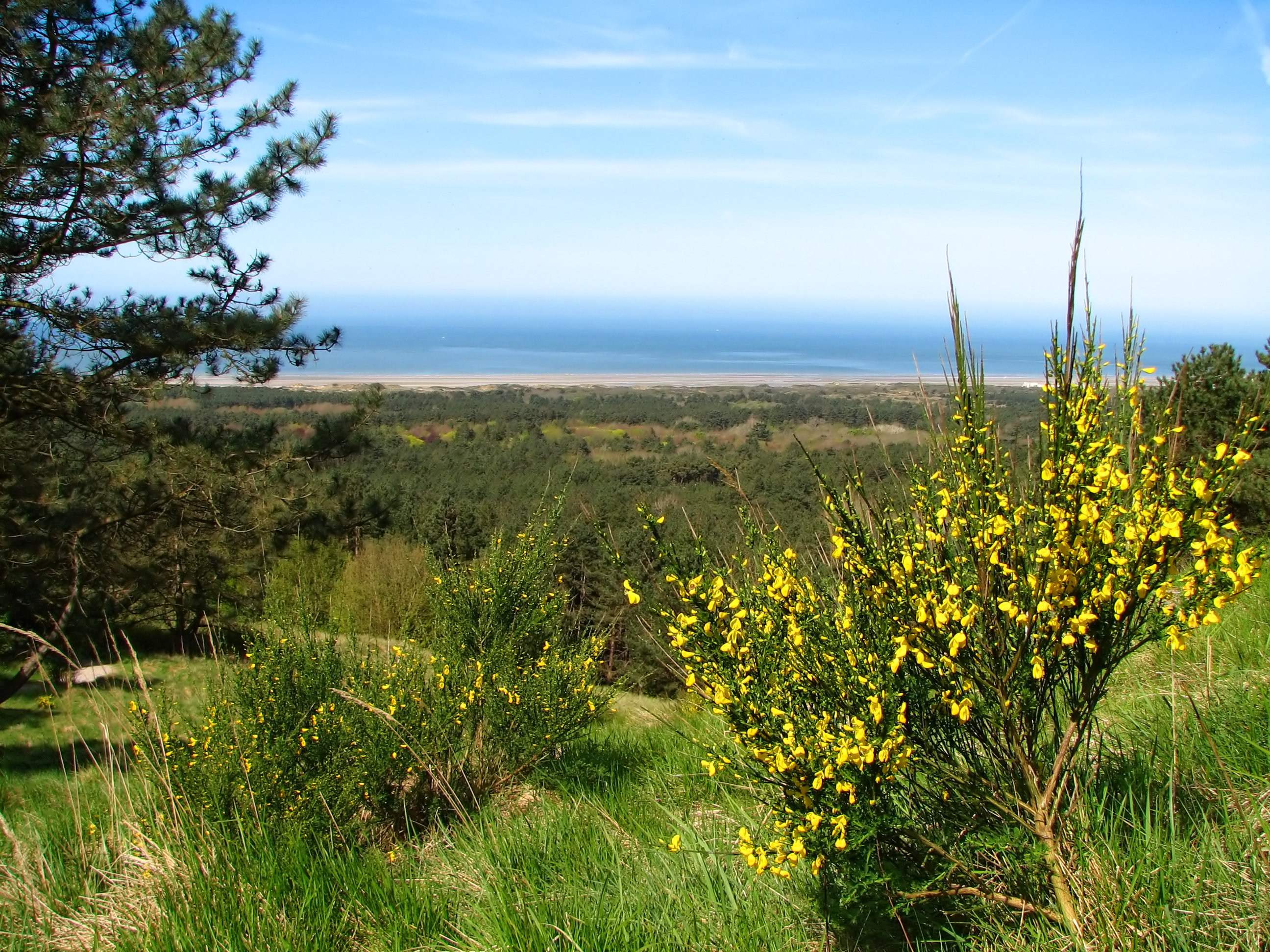
Côte d'Opale : la Manche vue du mont Saint-Frieux.

La Côte d'Opale (Berck, Le Touquet-Paris-Plage, Boulogne-sur-Mer, Audresselles, Wissant…) est l'un des lieux touristiques les plus remarquables du Parc naturel régional des Caps et Marais d'Opale avec le site des deux caps Gris-Nez et Blanc-Nez, la citadelle de Boulogne-sur-Mer dont les remparts, intacts, remontent aux Romains et le centre Nausicaa où l'on peut observer de nombreuses espèces marines. Les plages de la côte d'Opale font partie des plus grandes et belles plages d'Europe.
Sur les plages entre Berck et Équihen, on pratique des sports comme le char à voile, le cerf-volant, le speed sail ou encore le kitesurf. Le Touquet et Ambleteuse sont des stations très cotées qui disposent notamment d'un magnifique club de tennis tandis que les Britanniques vont jouer au golf à Wimereux et Hardelot.

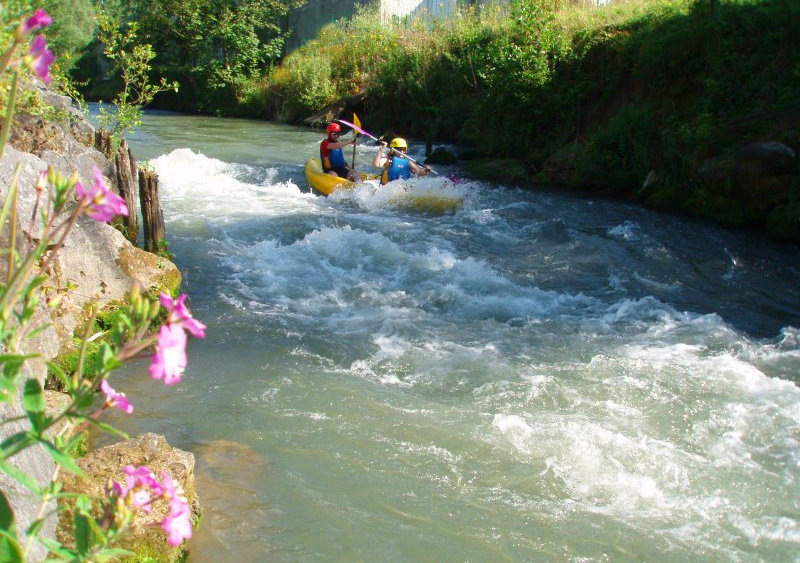
Canoë-kayak sur la Canche.

De nombreux touristes descendent chaque été la Canche en canoë-kayak en passant par Hesdin, Beaurainville et Montreuil ainsi que de nombreux villages du bord de Canche.
La pêche de loisirs est très développée dans ce secteur de bocages. On y pêche même la truite sauvage. Des truites de mer migratrices remontent également la Slack, la Canche et l'Authie ainsi que quelques saumons qui sont pris certaines années. De nombreux efforts sont faits pour que ce grand migrateur revienne dans ces rivières ainsi que dans la Liane. Le plus grand saumon de France fut pêché à Brimeux sur la Canche à fin du XIXe siècle.

### Dans les terres

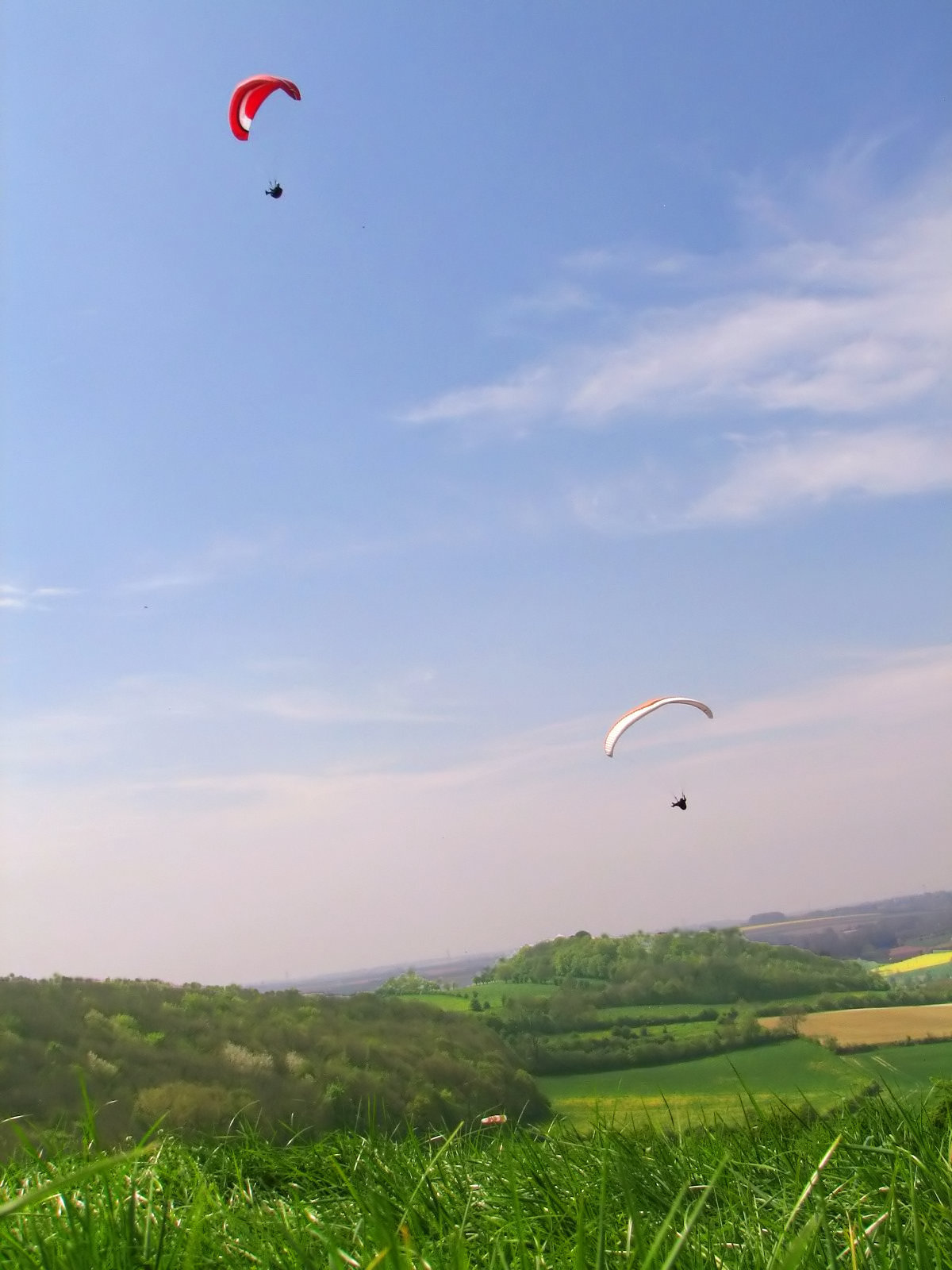
Parapente sur les collines de l'Artois.

Le Pas-de-Calais comporte aussi des sites sportifs remarquables comme le stade Félix Bollaert, siège du Racing Club de Lens, ou l'Arena stade couvert de Liévin qui accueille des manifestations d'athlétisme, le centre aquatique Nauticaa à Liévin avec cinq bassins l'une des plus belles piscines du Pas-de-Calais. On y trouve aussi une piste artificielle de ski (rénovée en 2007) à Nœux-les-Mines et un parcours de canoë-kayak à Saint-Laurent-Blangy près d'Arras.

## Tourisme culturel

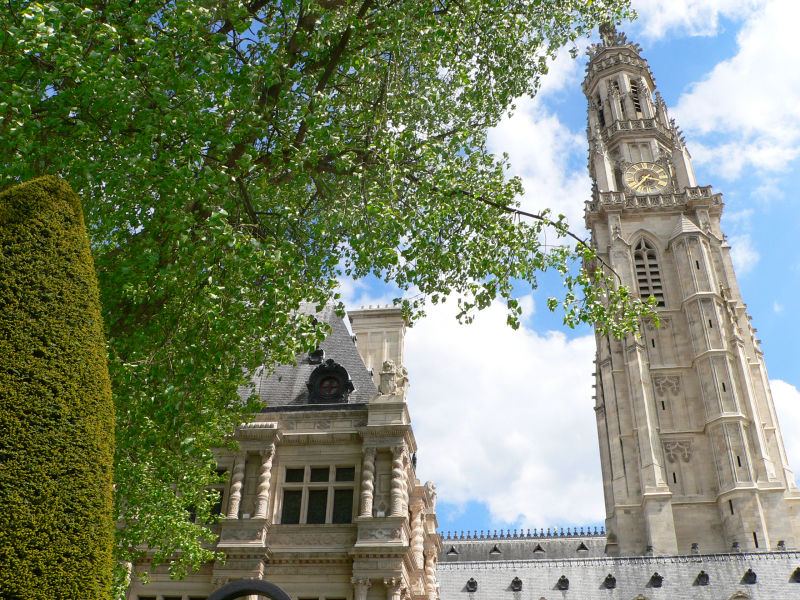
Le beffroi d'Arras.

Le Pas-de-Calais comporte de nombreux monuments culturels comme les places d'Arras, Aire-sur-la-Lys, les beffrois de Boulogne-sur-Mer, Calais, Arras, Béthune, Aire-sur-la-Lys, les hôtels de ville  d'Arras, d'Aire-sur-la-Lys et de Calais.
Des musées du département, celui du Louvre-Lens, ceux de Boulogne-sur-Mer (cinquième collection d'art égyptien dans le monde) et de Saint-Omer, avec ses chefs-d'œuvre internationalement connus du XVIIIe siècle, le musée des Beaux-Arts et la Cité internationale de la dentelle et de la mode de Calais, le musée des Beaux Arts et la Cité Nature d'Arras, le musée de France d'Opale Sud de Berck, Maréis et le musée de la Marine d'Etaples-sur-Mer. Saint-Omer a conservé aussi une cathédrale ornée notamment de statues et de peintures allant du Moyen Âge au XIXe siècle, et où sont venus Saint Louis, Louis XIV et probablement Charles Quint. Autour de Saint-Omer se trouvent les marais audomarois d'où l'on peut rejoindre la mer en bateau. En amont de ce marais, on trouve le seul ascenseur à bateaux de France, l'ascenseur à bateaux des Fontinettes sur la commune d'Arques qui est mondialement connue grâce à la fabrication du verre à Arc International. On peut également traverser les marais d'Ardres et de Guînes.
Au sud du département se situe la ville de Montreuil, sans doute l'une des villes les mieux préservées du Pas-de-Calais (avec Arras, Saint-Omer et Aire-sur-la-Lys).  Située sur une colline, elle est très connue pour ses remparts et le roman de Victor Hugo, Les Misérables.

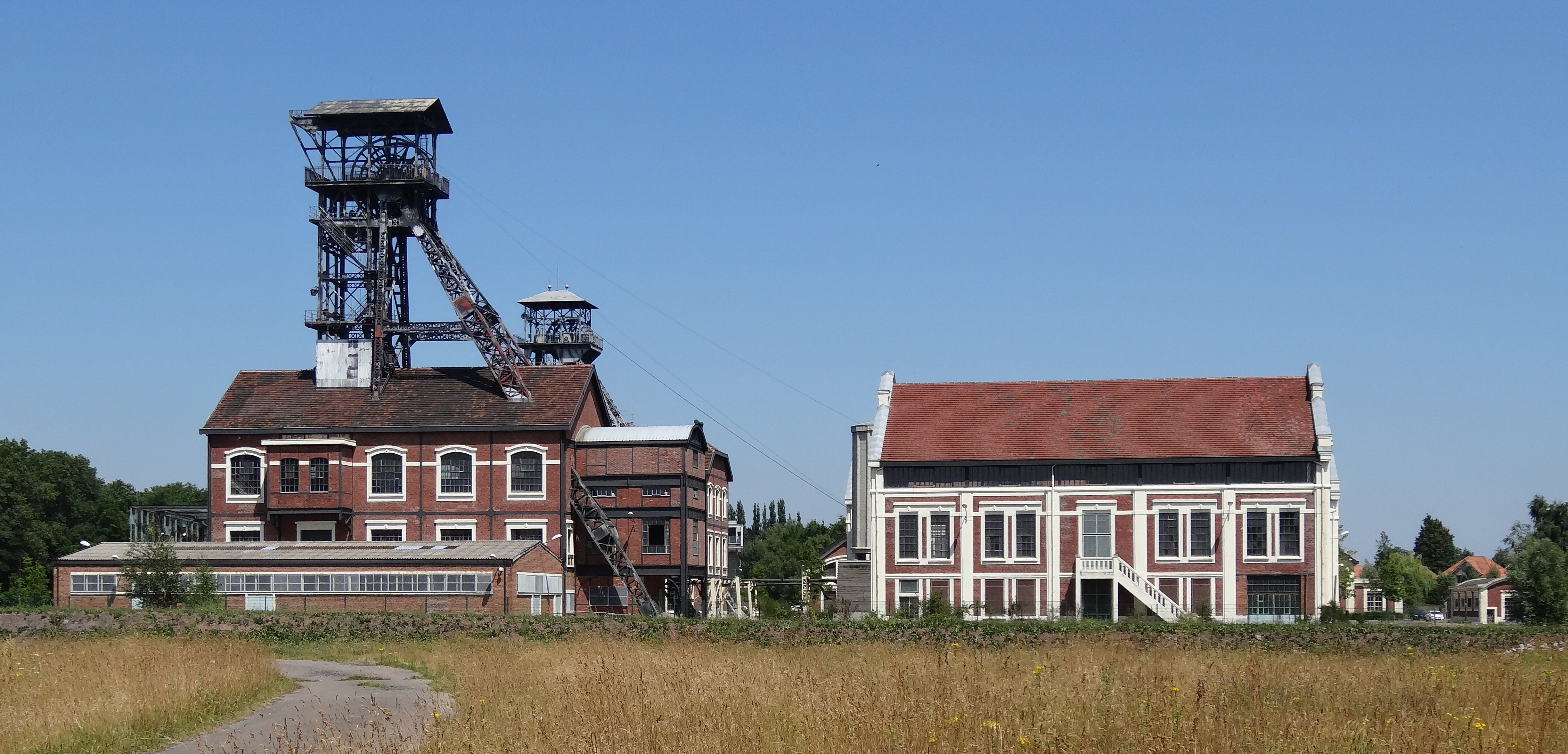
La Fosse 9 et 9bis à Oignies.

Ces villes conservent un  riche  patrimoine, même si beaucoup ont subi des destructions durant la Révolution et les nombreuses guerres qui ont particulièrement affecté le département en raison de sa position de "carrefour de l'Europe".
Enfin, c'est dans les communes de l'intérieur du Pas-de-Calais qu'a été inventé le concept de tourisme industriel avec la préservation des chevalements de mines dans le bassin minier du Nord-Pas-de-Calais.

## Tourisme du souvenir
Des traces des nombreux conflits que dut subir le département subsistent, qu'ils soient anciens (Azincourt) ou plus récents (Première et Seconde Guerres mondiales).
Un tourisme du souvenir s'est développé autour des sites de Vimy, Neuville-Saint-Vaast, Ablain-Saint-Nazaire ou la Coupole d'Helfaut et le Blockhaus d'Éperlecques.

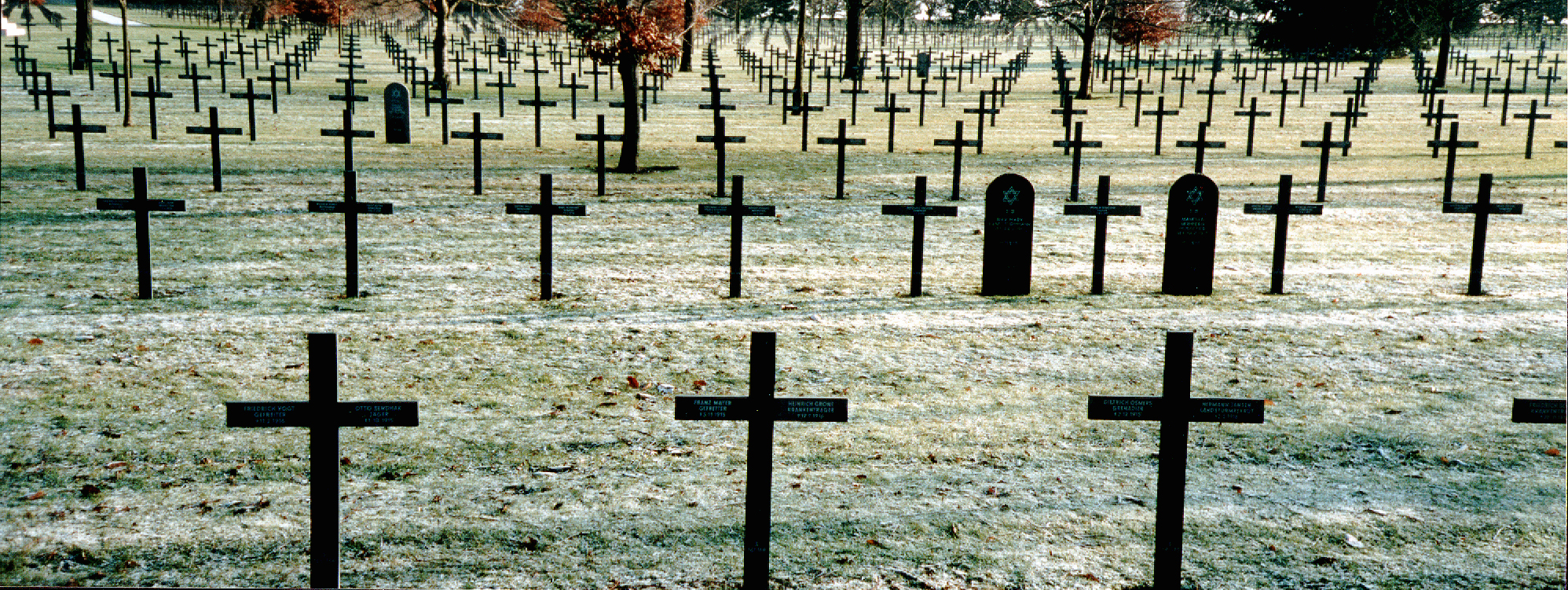
Le cimetière allemand de La Targette à Neuville-Saint-Vaast.
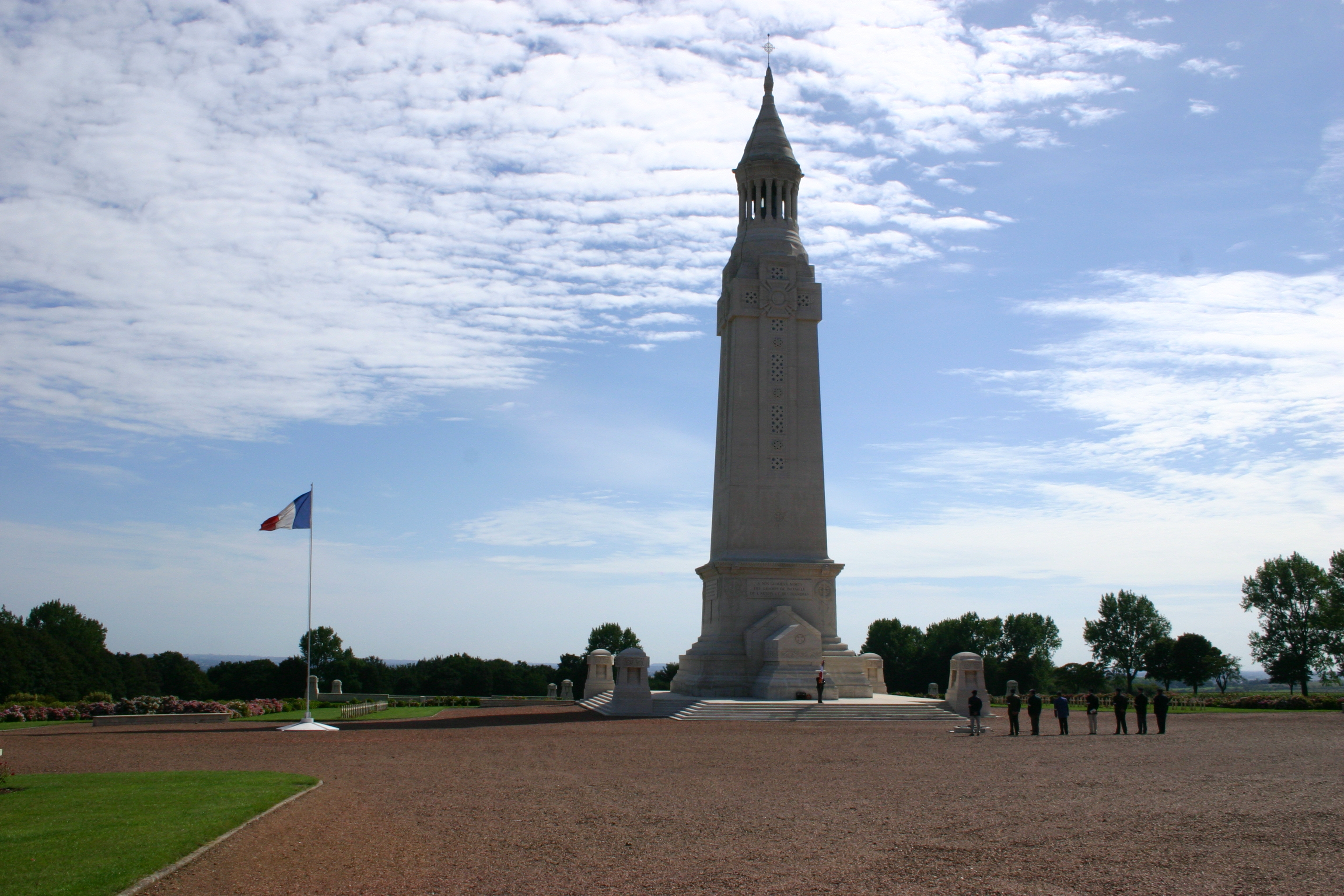
Le mémorial de Notre-dame-de Lorette.
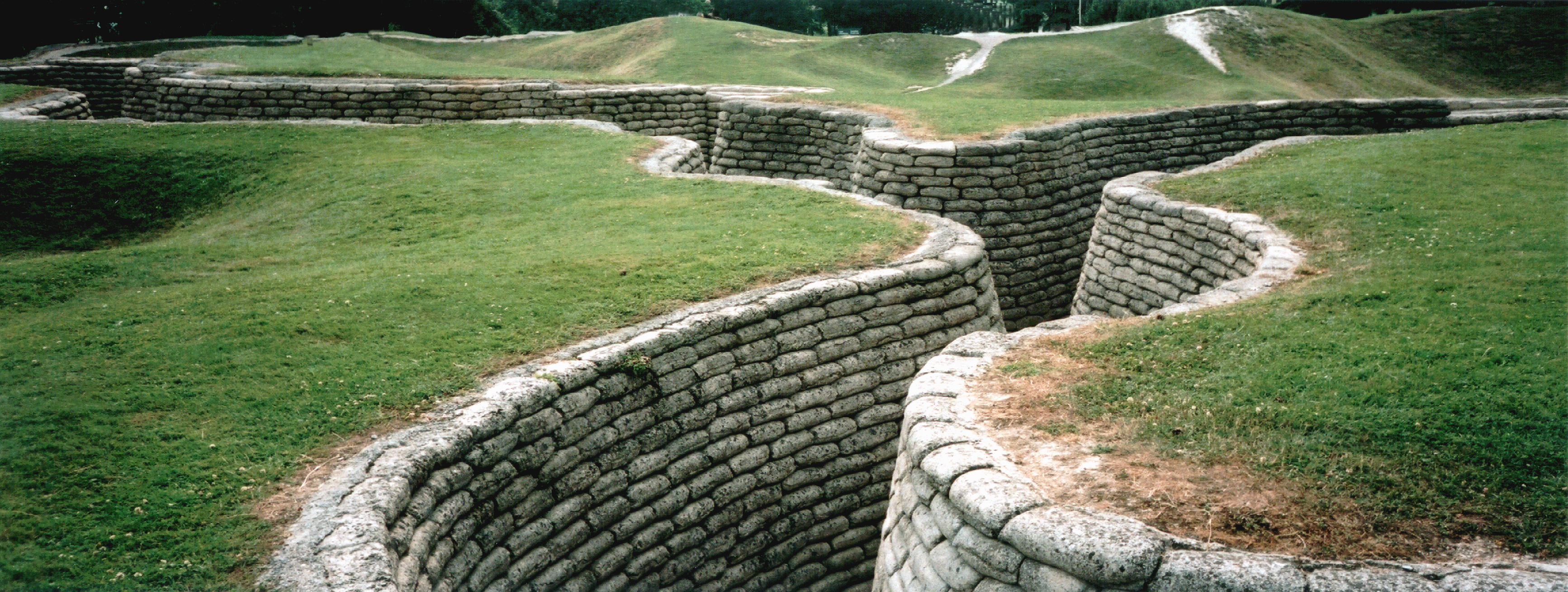
Les tranchées à Vimy.

## Tourisme industriel
Comme partout en France et en Europe, un tourisme industriel de développe depuis quelques années autour des industries agro-alimentaires, de l'industrie du verre et du papier, des ports, de l'énergie et de l'artisanat: Brioche Pasquier, chocolaterie de Beussent Lachelle, confiseries Despinoy, du Pré Catelan et Afchain, distilleries Claeyssens, Persyn, brasseries Beck, Castelain, des Deux-Caps, centrale nucléaire de Gravelines, ports de Dunkerque et Boulogne-sur-Mer, criée de Boulogne-sur-Mer, Pocheco, Maison du papier, Arc International, ateliers céramiques de Desvres, Escargots du Bocage.